# 无光之空
《无光之空》是英国Failbetter Games开发的电子角色扮演游戏，2019年1月在Microsoft Windows、macOS和Linux上推出正式版。游戏为2015年《无光之海》的续作。